# Emmanuel Goldstein (personnage fictif de George Orwell)
Pour les articles homonymes, voir Goldstein.
Ne doit pas être confondu avec Emmanuel Goldstein.
Emmanuel Goldstein est un personnage fictif du roman de George Orwell 1984.

## Description
Il représente le personnage que tout le monde doit haïr dans l'État d'Océania et serait le chef d'une mystérieuse « Fraternité » qui vise à déstabiliser le Parti par la subversion et le terrorisme. Auparavant, il était un ancien membre de haut niveau du Parti, associé à Big Brother. 
Orwell précise que « bien que Goldstein fût haï et méprisé par tout le monde, bien que tous les jours et un millier de fois par jour, sur les estrades, aux télécrans, dans les journaux, dans les livres, ses théories fussent réfutées, écrasées, ridiculisées, que leur pitoyable sottise fût exposée aux regards de tous, en dépit de tout cela, son influence ne semblait jamais diminuer. Il y avait toujours de nouveaux dupes qui attendaient d’être séduits par lui. Pas un jour ne se passait sans que des espions et des saboteurs à ses ordres fussent démasqués par la Police de la Pensée. »
Goldstein fait l'objet chaque jour des « deux minutes de la haine » où les membres du Parti extérieur doivent l'insulter dans un rituel d'hystérie collective alors qu'il passe sur le télécran. Il est notamment l'auteur du livre interdit par le parti que O'Brien fait parvenir à Winston Smith, Théorie et pratique du collectivisme oligarchique, dans lequel Goldstein explique comment le Parti mène une guerre perpétuelle pour maintenir l'ensemble de la population affamée, apeurée et ignorante, et donc incapable de se révolter. 
On apprend à la fin de 1984 que le « Livre » de Goldstein, du moins la version reçue par Winston, est en réalité une création du Parti Intérieur pour piéger les criminels par la pensée, ce qui y est écrit n'en reste pas moins vrai d'après les paroles d'O'Brien, donnant une dimension terrifiante à ce monde. Comme chaque information sur Goldstein relève de la propagande, il est impossible de dire même s'il a réellement existé.
Pour créer l'icône Goldstein, Orwell s'est manifestement inspiré de Léon Trotski, ennemi politique de Staline et dont le vrai nom était Lev Davidovitch Bronstein. On note que le nom « Goldstein » est typiquement juif. Or, il apparaît également que le régime d'Océania persécute les Juifs. Cependant, on ignore si Goldstein est tombé en disgrâce parce que le régime est devenu antisémite, ou si sa disgrâce a entraîné celle des Juifs. Selon Isaac Deutscher, l'ouvrage de Goldstein est une paraphrase de la Révolution trahie (1936), et une « parodie » pour le critique Adrian Wanner